# Incêndio no The Station Nightclub

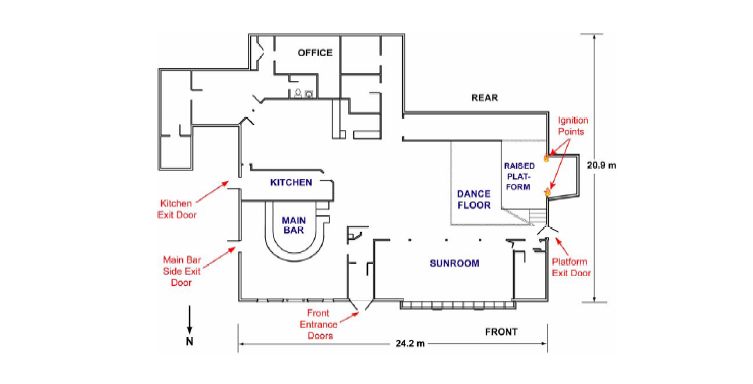
Planta da boate Station, mostrando as saídas disponíveis

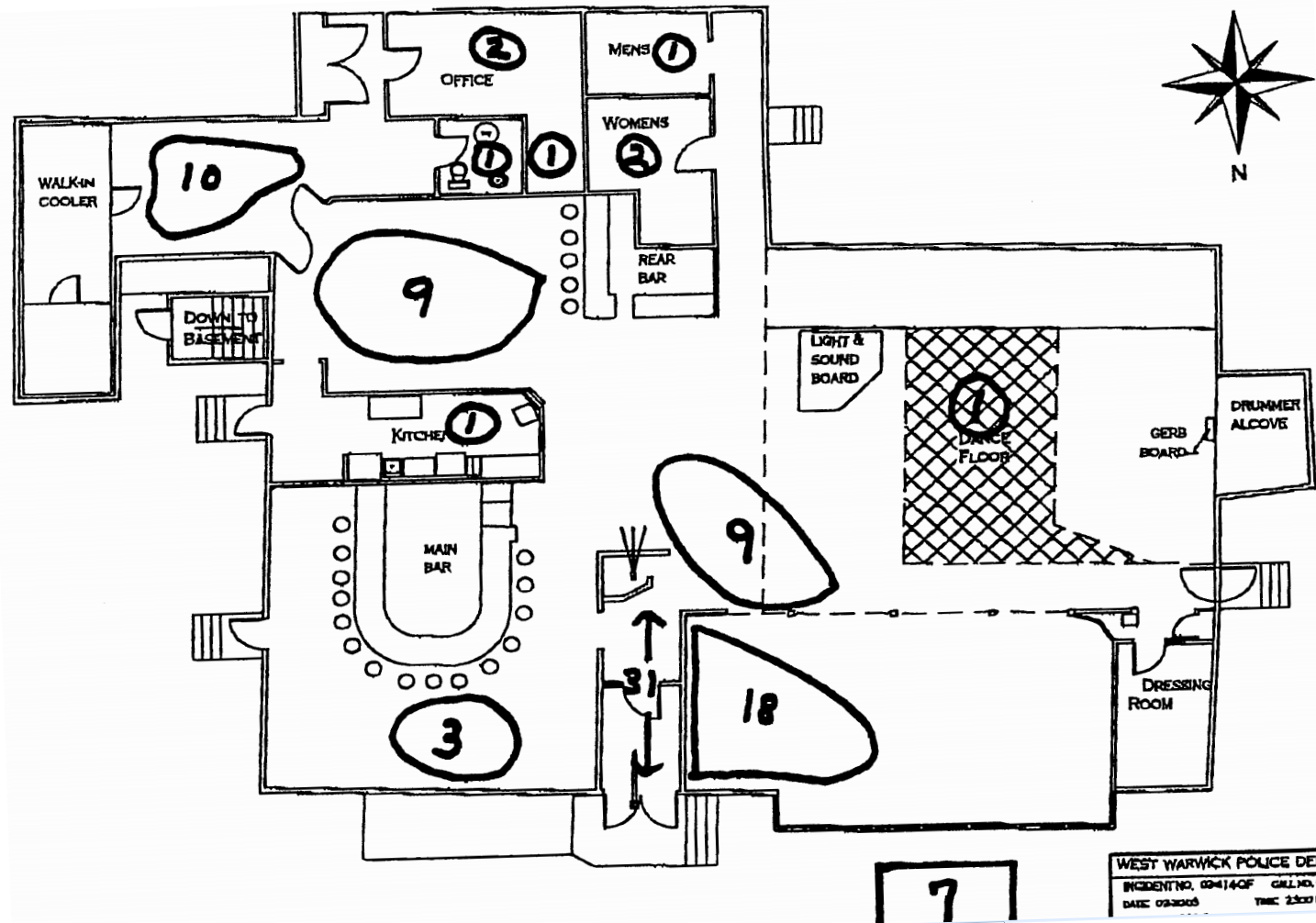
Número de vítimas encontradas por localização (saída principal na parte inferior central)

O incêndio no clube The Station Nightclub, ocorrido na noite de 20 de fevereiro de 2003, na cidade americana de West Warwick, resultou na morte de 100 pessoas incluindo o guitarrista do Great White Ty Longley e ferindo 230; criou grande comoção nacional, além de modificar algumas leis para o controle de pessoas dentro de casas de espetáculos em todo o território norte-americano. O fogo foi causado por fogos pirotécnicos iniciados pelo gerente da banda Great White, que acendeu uma espuma acústica inflamável nas paredes e tetos ao redor do palco. 
Uma intensa fumaça negra engolfou o clube em 5 minutos e meio. Imagens de vídeo do incêndio mostram sua ignição, crescimento rápido, a fumaça que rapidamente tornou a fuga impossível e bloqueou a saída que atrapalhou ainda mais a evacuação.
A fumaça tóxica, o calor e a corrida humana resultante em direção à saída principal mataram 100; 230 ficaram feridos e outros 132 escaparam ilesos. Muitos dos sobreviventes desenvolveram transtorno de estresse pós-traumático após o evento. Este incêndio foi o quarto mais letal em uma boate na história dos Estados Unidos e o segundo mais letal na Nova Inglaterra, superado pelo incêndio em Cocoanut Grove em 1942, que resultou em 492 mortes.